# دوتوجهان
دوتوجهان، روستایی از توابع بخش مرکزی شهرستان فیروزآباد در استان فارس ایران است.

## جمعیت
این روستا در دهستان جایدشت قرار دارد و براساس سرشماری مرکز آمار ایران در سال ۱۳۸۵، جمعیت آن ۹۰ نفر (۱۵خانوار) بوده‌است.